# Aristodemo Ficalbi
Aristodemo Ficalbi (Siena, 4 luglio 1821 – Siena, 25 luglio 1894) è stato un ingegnere e politico italiano.

## Biografia
Nato a Siena nel 1821, conseguì la laurea in matematica all'Università di Pisa e svolse la professione di ingegnere. Nel 1842 entrò nel Corpo degli ingegneri di acque e strade, per poi lavorare presso il Genio civile.
Trasferitosi a Piombino negli anni tra la fine del Granducato di Toscana e l'unità d'Italia, fu progettista di varie opere pubbliche in quel comune, come per esempio la strada di Portovecchio (poi via Pisacane). Nella città costiera convolò a nozze il 28 marzo 1857 con Maria Anna Rosellini, presso l'oratorio di Sant'Anna alla Cittadella, per dispensa personale del vescovo Giuseppe Maria Traversi, e qui nacquero i suoi tre figli Eugenio, poi noto zoologo e professore universitario, Livia ed Enrico.
Nel 1865 venne nominato a capo dell'Ufficio tecnico provinciale di Siena e rientrò nella città natale con tutta la famiglia. Eletto più volte consigliere comunale, rimase nel consiglio senese ininterrottamente dal 1872 al 1891, ricoprendo anche il ruolo di assessore ai lavori pubblici. In seguito alla grave malattia che aveva colpito il sindaco Luciano Banchi nel maggio 1887, esercitò provvisoriamente le funzioni di sindaco, mantenedo il ruolo anche dopo le dimissioni ufficiali di Banchi nel mese di settembre e alla sua morte il 4 dicembre. Dal 1888 al 1889 fu sindaco di Siena, l'ultimo a essere nominato per regio decreto.
Morì a Siena il 25 luglio 1894.